# White Mountain Peak
Il White Mountain Peak è una montagna sita nella contea di Mono, in California, negli Stati Uniti. La vetta è ad una quota di 4344 m s.l.m., il che la rende la vetta più alta della contea di appartenenza e della catena di cui fa parte, le White Mountains, oltre che la terza più elevata della California dietro al Monte Whitney ed al Monte Williamson. Si classifica inoltre al quattordicesimo posto negli Stati Uniti contigui in termini di prominenza topografica.
Il White Mountain Peak è una delle due vette californiane (assiame al Monte Shasta) oltre i 14000 piedi di quota a non appartenere alla Sierra Nevada. Risulta inoltre l'unica vetta degli Stati Uniti contigui oltre i 14000 m di quota a non appartenere alle Montagne Rocciose, alla Sierra Nevada o alla Catena delle Cascate.

## Centro ricerca
La University of California possiede un centro ricerca sulla montagna, denominato White Mountain Research Center, costituito da tre stazioni di ricerca ad alta quota: la Crooked Creek Station a 10 200 piedi (3 100 m), la Barcroft Station a 12 470 piedi (3 800 m), e il capanno posto proprio sulla vetta. I centri ricerca sono focalizzati sullo studio degli effetti della quota sulla salute..

## Ascesa

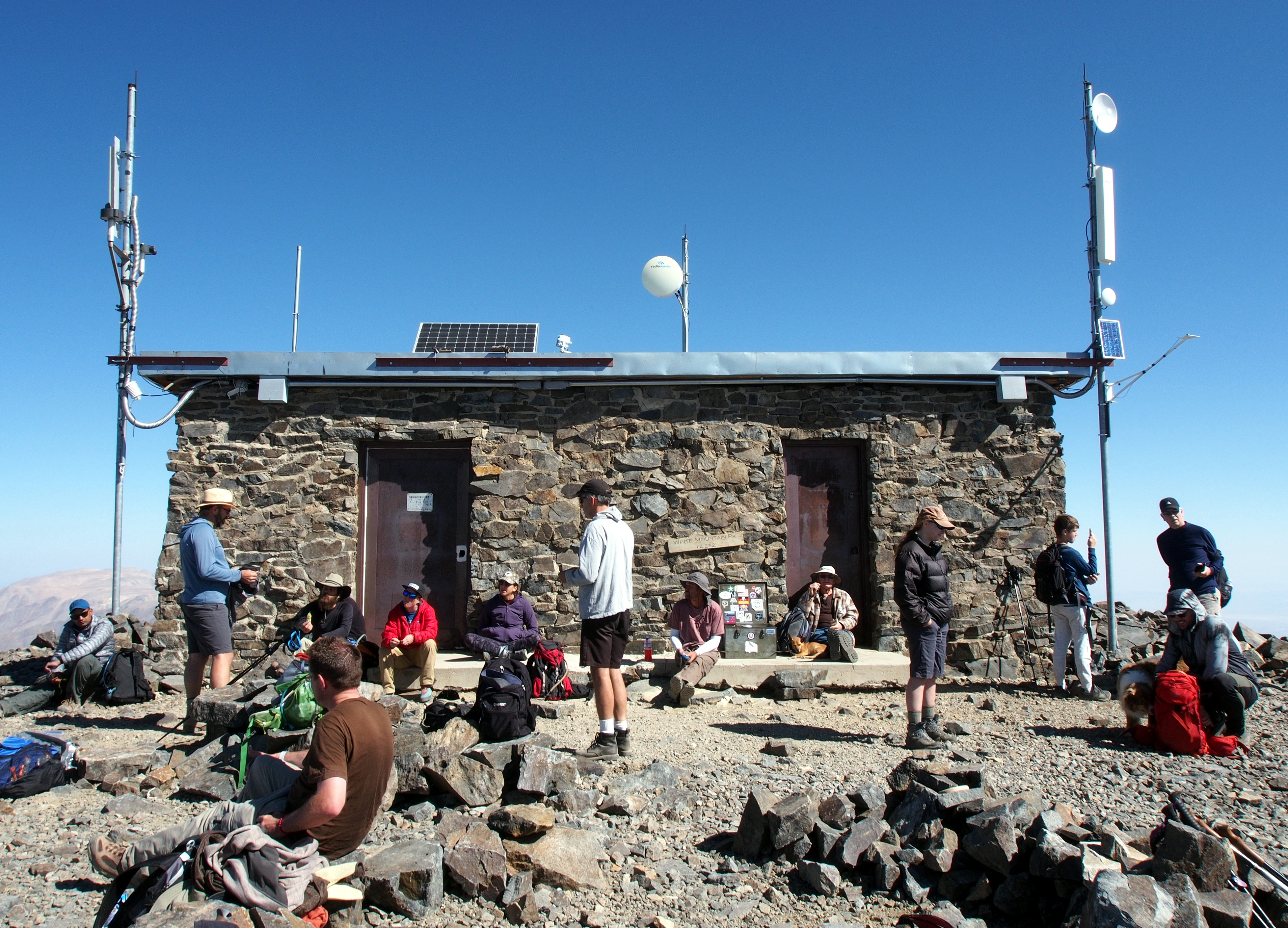
Il capanno sito sulla vetta

La vetta della montagna è raggiungibile mediante una strada sterrata agibile tra fine e giugno e fine settembre (negli altri mesi dell'anno è tipicamente coperta dalla neve). La strada è chiusa al traffico veicolare a partire da due miglia prima della Barcroft Station ad eccezione di una domenica all'anno nei mesi estivi quando l'accesso è aperto a tutti su concessione del White Mountain Research Station.
Il percorso dal cancello alla vetta misura 14 miglia (23 km) tra andata e ritorno con meno di 2 600 piedi (800 m) di dislivello tra la partenza e la vetta. Il percorso è però caratterizzato da diversi saliscendi che aumentano il dislivello complessivo a 3 500 piedi (1 100 m). La strada è molto popolare tra gli appassionati di  mountain bike.

## Clima
Il clima della vetta appartiene è classificato ET secondo classificazione dei climi di Köppen. Gli inverni sono estremamente rigidi, la vetta riceve circa 13 piedi (400 cm) di neve all'anno.